# Viola libanotica
Viola libanotica är en violväxtart som beskrevs av Pierre Edmond Boissier. Viola libanotica ingår i släktet violer, och familjen violväxter. Inga underarter finns listade i Catalogue of Life.